# Okręg Issoire
Okręg Issoire (fr. Arrondissement d’Issoire) – okręg w południowej Francji. Populacja wynosi 86 tysięcy.

## Podział administracyjny
W skład okręgu wchodzą następujące kantony:
- Ardes,
- Besse-et-Saint-Anastaise,
- Champeix,
- Issoire,
- Jumeaux,
- Saint-Germain-Lembron,
- Sauxillanges,
- Tauves,
- Tour-d'Auvergne.